# Bréau
Bréau is een gemeente in het Franse departement Seine-et-Marne (regio Île-de-France) en telt 350 inwoners (2004). De plaats maakt deel uit van het arrondissement Melun.

## Geografie
De oppervlakte van Bréau bedraagt 1,3 km², de bevolkingsdichtheid is 269,2 inwoners per km².
De onderstaande kaart toont de ligging van Bréau met de belangrijkste infrastructuur en aangrenzende gemeenten.

## Demografie
Onderstaande figuur toont het verloop van het inwonertal (bron: INSEE-tellingen).

1. ↑  Populations de référence 2022.